# Agniini
Los agniínos (Agniini) son una  tribu de coleópteros crisomeloideos de la familia Cerambycidae. Es ahora considerada un sinónimo de Lamiini.
El género Uraecha pertenece a esta tribu.